# Шахта «Слов'яносербська»
ДВАТ "Шахта «Слов'яносербська».
Фактичний видобуток 845/420 т/добу (1990/1999). У 2003 р видобуто 23,7 тис.т вугілля. Максимальна глибина 710 м (1990—1999). Протяжність підземних виробок 39,5/25,1 км (1990/1999). У 1990—1999 розробляла відповідно пласти kн
3, k6, k7², l1, та kн
3, kв
3 потужністю 0,6-1,55/0,6-0,9 м, кути падіння 15-45°.
Пласти небезпечні щодо вибуху вугільного пилу. Вугілля пласта k7² схильне до самозаймання. Кількість очисних вибоїв 7/3, підготовчих 22/12 (1990/1999).
Кількість працюючих: 1930/1344/626 осіб, в тому числі підземних 1235/916 осіб (1990/1999/2003).
Адреса: 93745, вул. Леніна, смт. Лозівське, Слов'яносербський район, Луганської обл.